# Milford (Teksas)
Milford – miasto w Stanach Zjednoczonych, w stanie Teksas, w hrabstwie Ellis.